# Scherma ai Giochi della XIV Olimpiade - Spada individuale maschile
La competizione della spada individuale maschile  di scherma ai Giochi della XIV Olimpiade si tenne i giorni 7 e 9 agosto 1948 presso il Palace of Engineering Wembley.

## Risultati

### 1º Turno
Si è disputato il 7 agosto. Otto gruppi eliminatori i primi quattro classificati accedevano ai quarti di finale turno. A qualificazioni acquisite alcuni assalti non si sono disputati.
| Pos. | Atleta                 | Nazione     | Vittorie | Sconfitte |
| ---- | ---------------------- | ----------- | -------- | --------- |
| 1    | Robert Lips            | Svizzera    | 4        | 2         |
| 2    | Fathallah Abdel Rahman | Egitto      | 4        | 2         |
| 3    | Raúl Saucedo           | Argentina   | 3        | 3         |
| 4    | Paul Anen              | Lussemburgo | 3        | 3         |
| 5    | Álvaro Pinto           | Portogallo  | 2        | 4         |
| 6    | Enrique Accorsi        | Cile        | 2        | 4         |
| 7    | Ilmari Vartia          | Finlandia   | 1        | 5         |

| Pos. | Atleta           | Nazione     | Vittorie | Sconfitte |
| ---- | ---------------- | ----------- | -------- | --------- |
| 1    | Antonio Villamil | Argentina   | 6        | 1         |
| 2    | Émile Gretsch    | Lussemburgo | 4        | 3         |
| 3    | Nils Sjöblom     | Finlandia   | 4        | 3         |
| 4    | Mario Biancalana | Brasile     | 3        | 4         |
| 5    | Claus Mørch, Sr. | Norvegia    | 3        | 4         |
| 6    | Albert Wolff     | Stati Uniti | 3        | 4         |
| 7    | Manuel Chagas    | Portogallo  | 2        | 5         |
| 8    | Antonio Ahumada  | Colombia    | 0        | 7         |

| Pos. | Atleta             | Nazione       | Vittorie | Sconfitte |
| ---- | ------------------ | ------------- | -------- | --------- |
| 1    | Bert Pelling       | Gran Bretagna | 5        | 0         |
| 2    | Rodolphe Spillmann | Svizzera      | 5        | 1         |
| 3    | Charles Debeur     | Belgio        | 3        | 2         |
| 4    | Vito Simonetti     | Argentina     | 2        | 4         |
| 5    | Emilio Meraz       | Messico       | 2        | 4         |
| 6    | Georges Pouliot    | Canada        | 2        | 4         |
| 7    | Ignacio Goldstein  | Cile          | 0        | 6         |

| Pos. | Atleta              | Nazione       | Vittorie | Sconfitte |
| ---- | ------------------- | ------------- | -------- | --------- |
| 1    | Pál Dunay           | Ungheria      | 6        | 1         |
| 2    | Alf Horn            | Canada        | 6        | 1         |
| 3    | Charles de Beaumont | Gran Bretagna | 5        | 2         |
| 4    | Jean-Marie Radoux   | Belgio        | 3        | 4         |
| 5    | Fortunato de Barros | Brasile       | 3        | 4         |
| 6    | Jan Nawrocki        | Polonia       | 3        | 4         |
| 7    | Ioannis Karamazakis | Grecia        | 1        | 6         |
| 8    | Francisco Valero    | Messico       | 0        | 7         |

| Pos. | Atleta           | Nazione       | Vittorie | Sconfitte |
| ---- | ---------------- | ------------- | -------- | --------- |
| 1    | Oswald Zappelli  | Svizzera      | 5        | 1         |
| 2T   | Antonio Haro     | Messico       | 3        | 3         |
| 2T   | Ronald Parfitt   | Gran Bretagna | 3        | 3         |
| 4    | Andreas Skotidas | Grecia        | 3        | 3         |
| 5    | Raoul Henkaert   | Belgio        | 2        | 4         |
| 6    | Béla Mikla       | Ungheria      | 2        | 4         |
| 7    | Rajmund Karwicki | Polonia       | 1        | 5         |

| Pos. | Atleta                | Nazione     | Vittorie | Sconfitte |
| ---- | --------------------- | ----------- | -------- | --------- |
| 1    | Egill Knutzen         | Norvegia    | 5        | 1         |
| 2    | Roland Asselin        | Canada      | 5        | 2         |
| 3    | Imre Hennyei          | Ungheria    | 4        | 3         |
| 4    | Emiliano Camargo      | Colombia    | 4        | 3         |
| 5    | Erkki Kerttula        | Finlandia   | 3        | 4         |
| 6    | Henrique de Aguilar   | Brasile     | 3        | 4         |
| 7    | Athanasios Nanopoulos | Grecia      | 2        | 5         |
| 8    | Jean-Fernand Leischen | Lussemburgo | 0        | 6         |

| Pos. | Atleta          | Nazione     | Vittorie | Sconfitte |
| ---- | --------------- | ----------- | -------- | --------- |
| 1    | Joe de Capriles | Stati Uniti | 4        | 0         |
| 2    | Alfred Eriksen  | Norvegia    | 2        | 2         |
| 3    | Carlos Lamar    | Cuba        | 2        | 2         |
| 4    | Mahmoud Younes  | Egitto      | 1        | 3         |
| 5    | Carlos Iturri   | Perù        | 1        | 3         |

| Pos. | Atleta           | Nazione     | Vittorie | Sconfitte |
| ---- | ---------------- | ----------- | -------- | --------- |
| 1    | Norman Lewis     | Stati Uniti | 4        | 0         |
| 2    | Roelof Hordijk   | Paesi Bassi | 1        | 2         |
| 3    | Roberto Mañalich | Cuba        | 1        | 2         |
| 4    | Jean Asfar       | Egitto      | 1        | 3         |
| 5    | Emílio Lino      | Portogallo  | 0        | 4         |

### Quarti di finale
Si sono disputati il 9 agosto. Sei gruppi i primi tre classificati accedevano alle semifinali. A qualificazioni acquisite alcuni assalti non si sono disputati.
| Pos. | Atleta           | Nazione     | Vittorie | Sconfitte |
| ---- | ---------------- | ----------- | -------- | --------- |
| 1    | Oswald Zappelli  | Svizzera    | 6        | 0         |
| 2    | Luigi Cantone    | Italia      | 4        | 2         |
| 3    | Emiliano Camargo | Colombia    | 3        | 3         |
| 4    | Joe de Capriles  | Stati Uniti | 3        | 3         |
| 5    | Alf Horn         | Canada      | 3        | 3         |
| 6    | Nils Sjöblom     | Finlandia   | 1        | 5         |
| 7    | Andreas Skotidas | Grecia      | 0        | 6         |

| Pos. | Atleta                 | Nazione       | Vittorie | Sconfitte |
| ---- | ---------------------- | ------------- | -------- | --------- |
| 1    | Carlo Agostoni         | Italia        | 5        | 2         |
| 2    | Mario Biancalana       | Brasile       | 4        | 3         |
| 3    | Raúl Saucedo           | Argentina     | 4        | 3         |
| 4    | Charles de Beaumont    | Gran Bretagna | 4        | 3         |
| 5    | Frank Cervell          | Svezia        | 3        | 4         |
| 6    | Fathallah Abdel Rahman | Egitto        | 3        | 4         |
| 7    | Roelof Hordijk         | Paesi Bassi   | 2        | 4         |
| 8    | Carlos Lamar           | Cuba          | 1        | 5         |

| Pos. | Atleta              | Nazione       | Vittorie | Sconfitte |
| ---- | ------------------- | ------------- | -------- | --------- |
| 1    | Émile Gretsch       | Lussemburgo   | 5        | 1         |
| 2    | Edoardo Mangiarotti | Italia        | 4        | 2         |
| 3    | Bengt Ljungquist    | Svezia        | 4        | 2         |
| 4    | Antonio Villamil    | Argentina     | 3        | 3         |
| 5    | Bert Pelling        | Gran Bretagna | 2        | 4         |
| 6    | Alfred Eriksen      | Norvegia      | 2        | 4         |
| 7    | Antonio Haro        | Messico       | 1        | 5         |

| Pos. | Atleta          | Nazione     | Vittorie | Sconfitte |
| ---- | --------------- | ----------- | -------- | --------- |
| 1    | Norman Lewis    | Stati Uniti | 4        | 1         |
| 2    | Marcel Desprets | Francia     | 4        | 2         |
| 3    | Charles Debeur  | Belgio      | 4        | 2         |
| 4    | Mogens Lüchow   | Danimarca   | 2        | 3         |
| 5    | Robert Lips     | Svizzera    | 1        | 2         |
| 6    | Vito Simonetti  | Argentina   | 1        | 3         |
| 7    | Imre Hennyei    | Ungheria    | 0        | 5         |

| Pos. | Atleta             | Nazione     | Vittorie | Sconfitte |
| ---- | ------------------ | ----------- | -------- | --------- |
| 1    | Mahmoud Younes     | Egitto      | 4        | 2         |
| 2    | Jean-Marie Radoux  | Belgio      | 4        | 2         |
| 3    | Henri Lepage       | Francia     | 3        | 3         |
| 4    | Paul Anen          | Lussemburgo | 3        | 3         |
| 5    | Ib Nielsen         | Danimarca   | 3        | 3         |
| 7    | Pál Dunay          | Ungheria    | 1        | 5         |
| 8    | Rodolphe Spillmann | Svizzera    | 1        | 5         |

| Pos. | Atleta           | Nazione       | Vittorie | Sconfitte |
| ---- | ---------------- | ------------- | -------- | --------- |
| 1    | Henri Guérin     | Francia       | 4        | 1         |
| 2    | Ronald Parfitt   | Gran Bretagna | 4        | 1         |
| 3    | Egill Knutzen    | Norvegia      | 4        | 2         |
| 4    | Roberto Mañalich | Cuba          | 3        | 3         |
| 5    | Jean Asfar       | Egitto        | 2        | 3         |
| 6    | Carl Forssell    | Svezia        | 2        | 4         |
| 7    | Roland Asselin   | Canada        | 0        | 5         |

### Semifinali
Si sono disputate il 9 agosto. Due gruppi i primi cinque classificati accedevano alla finale. 
| Pos. | Atleta            | Nazione     | Vittorie | Sconfitte |
| ---- | ----------------- | ----------- | -------- | --------- |
| 1    | Norman Lewis      | Stati Uniti | 6        | 1         |
| 2    | Jean-Marie Radoux | Belgio      | 5        | 3         |
| 3    | Luigi Cantone     | Italia      | 4        | 2         |
| 4    | Henri Lepage      | Francia     | 4        | 2         |
| 5    | Carlo Agostoni    | Italia      | 3        | 4         |
| 6    | Bengt Ljungquist  | Svezia      | 3        | 4         |
| 7    | Egill Knutzen     | Norvegia    | 1        | 5         |
| 8    | Raúl Saucedo      | Argentina   | 1        | 6         |
| -    | Emiliano Camargo  | Colombia    | 0        | 2         |

| Pos. | Atleta              | Nazione       | Vittorie | Sconfitte |
| ---- | ------------------- | ------------- | -------- | --------- |
| 1    | Ronald Parfitt      | Gran Bretagna | 6        | 2         |
| 2    | Henri Guérin        | Francia       | 5        | 3         |
| 3    | Émile Gretsch       | Lussemburgo   | 4        | 3         |
| 4    | Edoardo Mangiarotti | Italia        | 4        | 3         |
| 5    | Oswald Zappelli     | Svizzera      | 4        | 4         |
| 6    | Marcel Desprets     | Francia       | 3        | 5         |
| 7    | Mario Biancalana    | Brasile       | 3        | 5         |
| 8    | Charles Debeur      | Belgio        | 3        | 5         |
| 9    | Mahmoud Younes      | Egitto        | 1        | 7         |

### Finale
Si è disputata il 9 agosto.
| Pos.    | Atleta              | Nazione       | Vittorie | SF | SC | Incontri | Incontri | Incontri | Incontri | Incontri | Incontri | Incontri | Incontri | Incontri | Incontri | Spa. |
| Pos.    | Atleta              | Nazione       | Vittorie | SF | SC | CAN      | ZAP      | MAN      | GUÉ      | RAD      | LEP      | AGO      | GRE      | LEW      | PAR      | Spa. |
| ------- | ------------------- | ------------- | -------- | -- | -- | -------- | -------- | -------- | -------- | -------- | -------- | -------- | -------- | -------- | -------- | ---- |
| Oro     | Luigi Cantone       | Italia        | 7        | 24 | 15 | X        | 3-1      | 1-3      | 3-2      | 3-0      | 3-2      | 2-3      | 3-1      | 3-1      | 3-2      |      |
| Argento | Oswald Zappelli     | Svizzera      | 5        | 20 | 17 | 1-3      | X        | 3-0      | 3-2      | 1-3      | 1-3      | 3-1      | 3-1      | 2-3      | 3-1      | 3-0  |
| Bronzo  | Edoardo Mangiarotti | Italia        | 5        | 20 | 17 | 3-1      | 0-3      | X        | 3-0      | 3-2      | 3-1      | 1-3      | 3-1      | 2-3      | 2-3      | 0-3  |
| 4       | Henri Guérin        | Francia       | 5        | 20 | 19 | 2-3      | 2-3      | 0-3      | X        | 3-1      | 3-1      | 1-3      | 3-2      | 3-2      | 3-1      |      |
| 5       | Jean-Marie Radoux   | Belgio        | 5        | 19 | 20 | 0-3      | 3-1      | 2-3      | 1-3      | X        | 1-3      | 3-2      | 3-2      | 3-1      | 3-2      |      |
| 6       | Henri Lepage        | Francia       | 4        | 19 | 20 | 2-3      | 3-1      | 1-3      | 1-3      | 3-1      | X        | 3-2      | 1-3      | 2-3      | 3-1      |      |
| 7       | Carlo Agostoni      | Italia        | 4        | 22 | 21 | 3-2      | 1-3      | 3-1      | 3-1      | 2-3      | 2-3      | X        | 2-3      | 3-3      | 3-2      |      |
| 8       | Émile Gretsch       | Lussemburgo   | 3        | 16 | 22 | 1-3      | 1-3      | 1-3      | 2-3      | 2-3      | 3-1      | 3-2      | X        | 3-1      | 0-3      |      |
| 9       | Norman Lewis        | Stati Uniti   | 3        | 20 | 24 | 1-3      | 3-2      | 3-2      | 2-3      | 1-3      | 3-2      | 3-3      | 1-3      | X        | 3-3      |      |
| 10      | Ronald Parfitt      | Gran Bretagna | 2        | 18 | 23 | 2-3      | 1-3      | 3-2      | 1-3      | 2-3      | 1-3      | 2-3      | 3-0      | 3-3      | X        |      |